# 손목

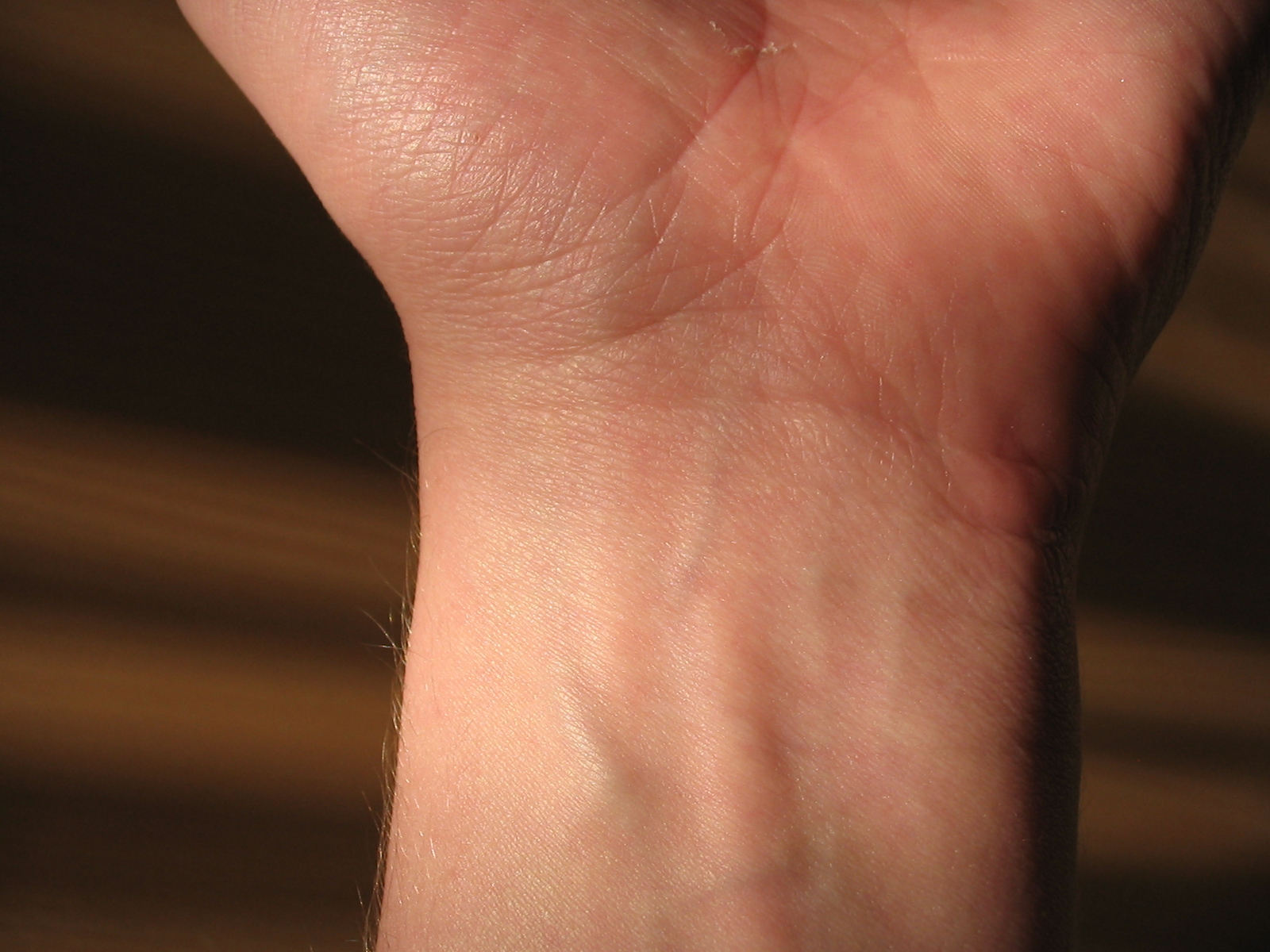
손목

손목(영어: wrist)은 손과 팔이 닿는 부분이다. 유의어로는 수완(手腕), 팔목이 있다.

## 같이 보기
- 손목뼈